# Echinolaophonte armiger
Echinolaophonte armiger är en kräftdjursart som först beskrevs av Gurney 1927.  Echinolaophonte armiger ingår i släktet Echinolaophonte och familjen Laophontidae.

## Underarter
Arten delas in i följande underarter:
- E. a. armiger
- E. a. briani